# Nazionale maschile under 19 di calcio della Svizzera
La nazionale Under-19 di calcio della Svizzera è la rappresentativa calcistica Under-19 della Svizzera ed è posta sotto l'egida della federazione calcistica svizzera.
La selezione compete per il campionato europeo di calcio Under-19. In questa manifestazione ha raggiunto, come miglior piazzamento, le semifinali nel 2004.